# Saint-Clair (Lot)
Pour les articles homonymes, voir Saint-Clair.
Saint-Clair est une commune française, située dans l'ouest du département du Lot, en région Occitanie.
Elle est également dans la Bouriane, une région naturelle sablonneuse et collinaire couverte de forêt avec comme essence principale des châtaigniers.
Exposée à un climat océanique altéré, elle est drainée par le Bléou, le ruisseau de Saint-Clair. Elle est incluse dans le bassin de la Dordogne.
Saint-Clair est une commune rurale qui compte 141 habitants en 2022, après avoir connu un pic de population de 558 habitants en 1846. Elle fait partie de l'aire d'attraction de Gourdon. Ses habitants sont appelés les Saint-Clairois ou Saint-Clairoises.

## Géographie

### Localisation
Commune située dans le Quercy, sur la ligne des Aubrais - Orléans à Montauban-Ville-Bourbon, entre Gourdon et Cahors.

### Communes limitrophes
Les communes limitrophes sont  Concorès, Gourdon, Saint-Chamarand et Saint-Cirq-Souillaguet.
|          | Gourdon     |                        |
|          | Saint-Clair | Saint-Cirq-Souillaguet |
| Concorès |             | Saint-Chamarand        |

### Climat
Pour des articles plus généraux, voir Climat de l'Occitanie et Climat du Lot.
En 2010, le climat de la commune est de type climat océanique altéré, selon une étude s'appuyant sur une série de données couvrant la période 1971-2000. En 2020, Météo-France publie une typologie des climats de la France métropolitaine dans laquelle la commune est toujours exposée à un climat océanique altéré et est dans la région climatique Ouest et nord-ouest du Massif Central, caractérisée par une pluviométrie annuelle de 900 à 1 500 mm, maximale en automne et en hiver.
Pour la période 1971-2000, la température annuelle moyenne est de 11,8 °C, avec une amplitude thermique annuelle de 15,4 °C. Le cumul annuel moyen de précipitations est de 926 mm, avec 11,2 jours de précipitations en janvier et 6,6 jours en juillet. Pour la période 1991-2020, la température moyenne annuelle observée sur la station météorologique la plus proche, située sur la commune de Gourdon à 5 km à vol d'oiseau, est de 13,1 °C et le cumul annuel moyen de précipitations est de 823,0 mm,. Pour l'avenir, les paramètres climatiques de la commune estimés pour 2050 selon différents scénarios d’émission de gaz à effet de serre sont consultables sur un site dédié publié par Météo-France en novembre 2022.

### Milieux naturels et biodiversité

#### Espaces protégés
La protection réglementaire est le mode d’intervention le plus fort pour préserver des espaces naturels remarquables et leur biodiversité associée,.
La commune fait partie de la zone de transition du bassin de la Dordogne, un territoire d'une superficie de 1 880 258 ha reconnu réserve de biosphère par l'UNESCO en juillet 2012,.

## Urbanisme

### Typologie
Au 1er janvier 2024, Saint-Clair est catégorisée commune rurale à habitat très dispersé, selon la nouvelle grille communale de densité à sept niveaux définie par l'Insee en 2022.
Elle est située hors unité urbaine. Par ailleurs la commune fait partie de l'aire d'attraction de Gourdon, dont elle est une commune de la couronne,. Cette aire, qui regroupe 22 communes, est catégorisée dans les aires de moins de 50 000 habitants,.

### Occupation des sols
L'occupation des sols de la commune, telle qu'elle ressort de la base de données européenne d’occupation biophysique des sols Corine Land Cover (CLC), est marquée par l'importance des forêts et milieux semi-naturels (61,4 % en 2018), en augmentation par rapport à 1990 (57,8 %). La répartition détaillée en 2018 est la suivante :
forêts (54,4 %), zones agricoles hétérogènes (26,8 %), prairies (11,7 %), milieux à végétation arbustive et/ou herbacée (7 %), terres arables (0,1 %). L'évolution de l’occupation des sols de la commune et de ses infrastructures peut être observée sur les différentes représentations cartographiques du territoire : la carte de Cassini (XVIIIe siècle), la carte d'état-major (1820-1866) et les cartes ou photos aériennes de l'IGN pour la période actuelle (1950 à aujourd'hui).

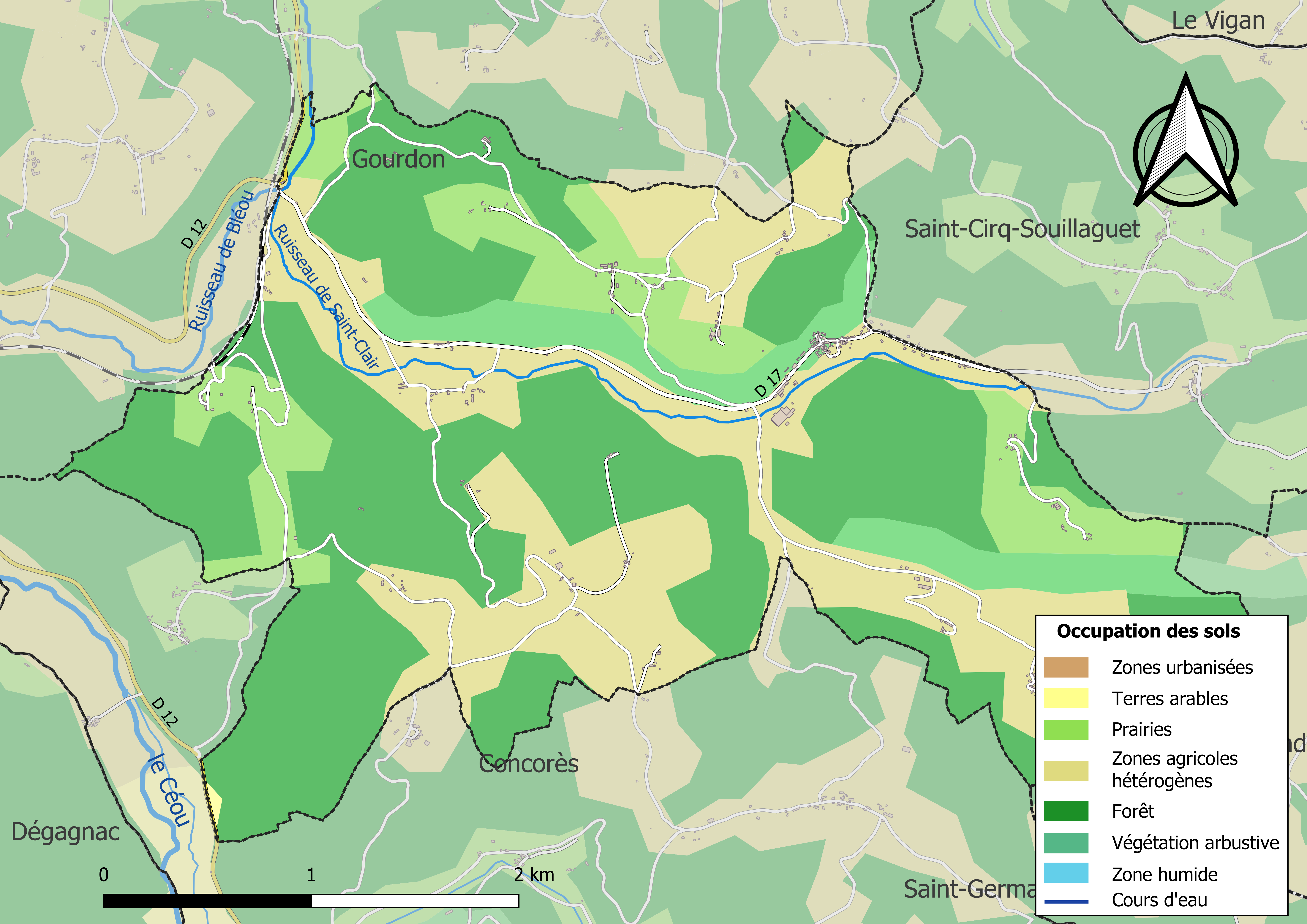
Carte des infrastructures et de l'occupation des sols de la commune en 2018 (CLC).

### Risques majeurs
Le territoire de la commune de Saint-Clair est vulnérable à différents aléas naturels : météorologiques (tempête, orage, neige, grand froid, canicule ou sécheresse), inondations, feux de forêts, mouvements de terrains et séisme (sismicité très faible). Il est également exposé à un risque technologique, le transport de matières dangereuses. Un site publié par le BRGM permet d'évaluer simplement et rapidement les risques d'un bien localisé soit par son adresse soit par le numéro de sa parcelle.

#### Risques naturels
Certaines parties du territoire communal sont susceptibles d’être affectées par le risque d’inondation par débordement de cours d'eau, notamment le Bléou. La cartographie des zones inondables en ex-Midi-Pyrénées réalisée dans le cadre du XIe Contrat de plan État-région, visant à informer les citoyens et les décideurs sur le risque d’inondation, est accessible sur le site de la DREAL Occitanie. La commune a été reconnue en état de catastrophe naturelle au titre des dommages causés par les inondations et coulées de boue survenues en 1982, 1996 et 1999,.
Saint-Clair est exposée au risque de feu de forêt du fait de la présence sur son territoire du massif Ouest. Un plan départemental de protection des forêts contre les incendies a été approuvé par arrêté préfectoral le 30 novembre 2015 pour la période 2015-2025. Les propriétaires doivent ainsi couper les broussailles, les arbustes et les branches basses sur une profondeur de 50 mètres, aux abords des constructions, chantiers, travaux et installations de toute nature, situées à moins de 200 mètres de terrains en nature
de bois, forêts, plantations, reboisements, landes ou friches. Le brûlage des déchets issus de l’entretien des parcs et jardins des ménages et des collectivités est interdit. L’écobuage est également interdit, ainsi que les feux de type méchouis et barbecues, à l’exception de ceux prévus dans des installations fixes (non situées sous couvert d'arbres) constituant une dépendance d'habitation.

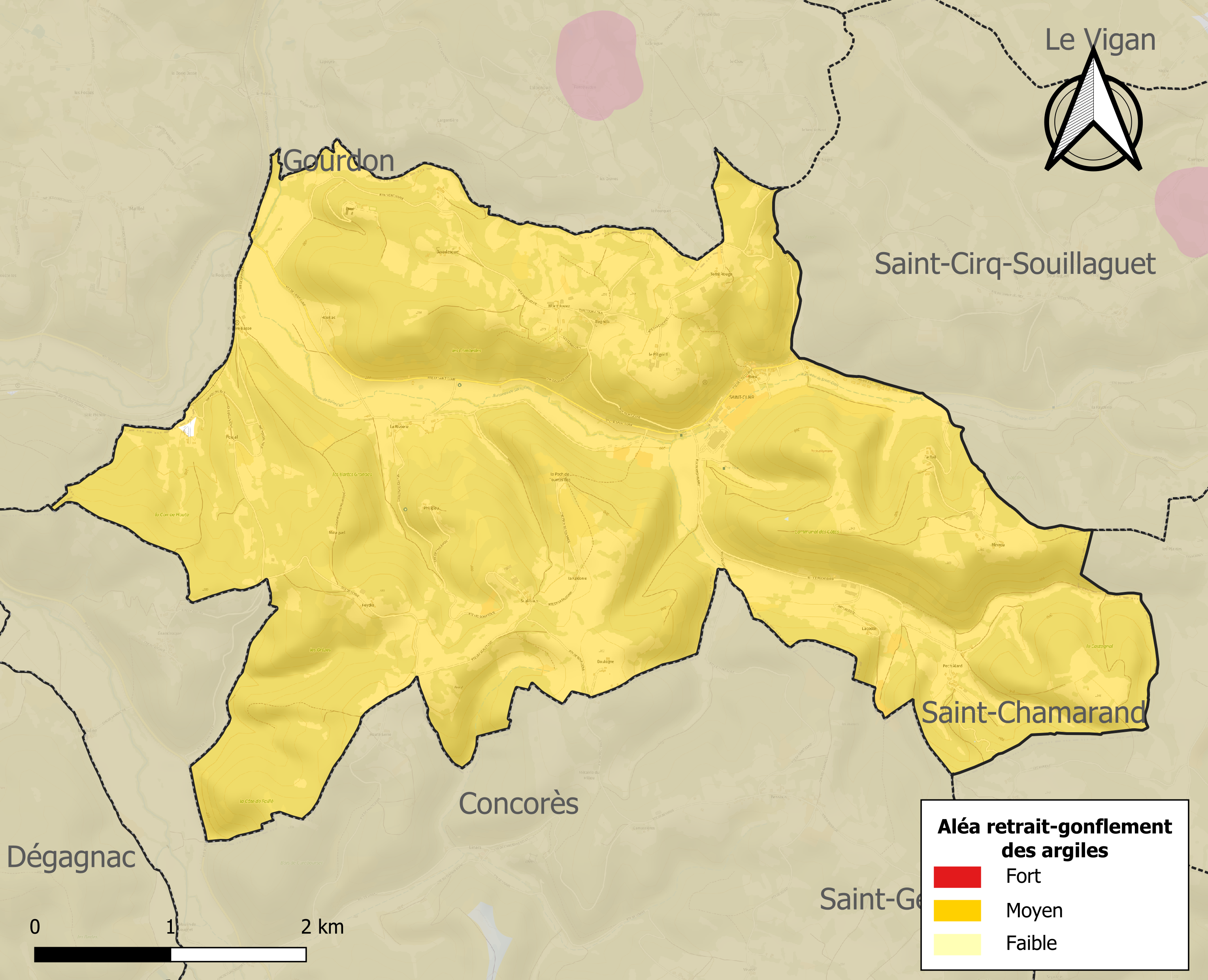
Carte des zones d'aléa retrait-gonflement des sols argileux de Saint-Clair.

Les mouvements de terrains susceptibles de se produire sur la commune sont des affaissements et effondrements liés aux cavités souterraines (hors mines), des éboulements, chutes de pierres et de blocs, des glissements de terrain et des tassements différentiels. Par ailleurs, afin de mieux appréhender le risque d’affaissement de terrain, l'inventaire national des cavités souterraines permet de localiser celles situées sur la commune.
Le retrait-gonflement des sols argileux est susceptible d'engendrer des dommages importants aux bâtiments en cas d’alternance de périodes de sécheresse et de pluie. La totalité de la commune est en aléa moyen ou fort (67,7 % au niveau départemental et 48,5 % au niveau national). Sur les 102 bâtiments dénombrés sur la commune en 2019, 101 sont en aléa moyen ou fort, soit 99 %, à comparer aux 72 % au niveau départemental et 54 % au niveau national. Une cartographie de l'exposition du territoire national au retrait gonflement des sols argileux est disponible sur le site du BRGM,.
Par ailleurs, afin de mieux appréhender le risque d’affaissement de terrain, l'inventaire national des cavités souterraines permet de localiser celles situées sur la commune.
Concernant les mouvements de terrains, la commune a été reconnue en état de catastrophe naturelle au titre des dommages causés par des mouvements de terrain en 1999.

#### Risques technologiques
Le risque de transport de matières dangereuses sur la commune est lié à sa traversée par une infrastructure ferroviaire. Un accident se produisant sur une telle infrastructure est susceptible d’avoir des effets graves sur les biens, les personnes ou l'environnement, selon la nature du matériau transporté. Des dispositions d’urbanisme peuvent être préconisées en conséquence.

## Toponymie
Le toponyme Saint-Clair est basé sur l'hagiotoponyme chrétien Clair de Nantes (Clarus) : premier évêque de Nantes vers la fin du IIIe siècle.
Durant la Révolution, la commune porte le nom de Belle-Rivière.
Ses habitants sont appelés les Saint-Clairois ou les Saint-Clartins.

## Démographie
L'évolution du nombre d'habitants est connue à travers les recensements de la population effectués dans la commune depuis 1793. Pour les communes de moins de 10 000 habitants, une enquête de recensement portant sur toute la population est réalisée tous les cinq ans, les populations de référence des années intermédiaires étant quant à elles estimées par interpolation ou extrapolation. Pour la commune, le premier recensement exhaustif entrant dans le cadre du nouveau dispositif a été réalisé en 2008.

En 2022, la commune comptait 141 habitants, en évolution de −4,73 % par rapport à 2016 (Lot : +1,31 %, France hors Mayotte : +2,11 %).
| 1793 | 1800 | 1806 | 1821 | 1831 | 1836 | 1841 | 1846 | 1851 |
| ---- | ---- | ---- | ---- | ---- | ---- | ---- | ---- | ---- |
| 505  | 273  | 339  | 546  | 535  | 531  | 508  | 558  | 555  |

| 1856 | 1861 | 1866 | 1872 | 1876 | 1881 | 1886 | 1891 | 1896 |
| ---- | ---- | ---- | ---- | ---- | ---- | ---- | ---- | ---- |
| 543  | 549  | 535  | 505  | 507  | 435  | 413  | 388  | 431  |

| 1901 | 1906 | 1911 | 1921 | 1926 | 1931 | 1936 | 1946 | 1954 |
| ---- | ---- | ---- | ---- | ---- | ---- | ---- | ---- | ---- |
| 411  | 418  | 411  | 330  | 281  | 239  | 221  | 220  | 210  |

| 1962 | 1968 | 1975 | 1982 | 1990 | 1999 | 2006 | 2008 | 2013 |
| ---- | ---- | ---- | ---- | ---- | ---- | ---- | ---- | ---- |
| 206  | 189  | 145  | 133  | 119  | 132  | 148  | 153  | 149  |

| 2018 | 2022 | - | - | - | - | - | - | - |
| ---- | ---- | - | - | - | - | - | - | - |
| 142  | 141  | - | - | - | - | - | - | - |

## Économie

### Emploi
|                | 2008  | 2013   | 2018  |
| -------------- | ----- | ------ | ----- |
| Commune        | 8,3 % | 10,1 % | 9,2 % |
| Département    | 7,3 % | 8,9 %  | 9,6 % |
| France entière | 8,3 % | 10 %   | 10 %  |

En 2018, la population âgée de 15 à 64 ans s'élève à 76 personnes, parmi lesquelles on compte 76,3 % d'actifs (67,1 % ayant un emploi et 9,2 % de chômeurs) et 23,7 % d'inactifs,. En 2018, le taux de chômage communal (au sens du recensement) des 15-64 ans est inférieur à celui de la France et du département, alors qu'en 2008 la situation était inverse.
La commune fait partie de la couronne de l'aire d'attraction de Gourdon, du fait qu'au moins 15 % des actifs travaillent dans le pôle,. Elle compte 38 emplois en 2018, contre 51 en 2013 et 60 en 2008. Le nombre d'actifs ayant un emploi résidant dans la commune est de 53, soit un indicateur de concentration d'emploi de 71,8 % et un taux d'activité parmi les 15 ans ou plus de 47,6 %.
Sur ces 53 actifs de 15 ans ou plus ayant un emploi, 12 travaillent dans la commune, soit 23 % des habitants. Pour se rendre au travail, 90,6 % des habitants utilisent un véhicule personnel ou de fonction à quatre roues, 1,9 % les transports en commun, 5,7 % s'y rendent en deux-roues, à vélo ou à pied et 1,9 % n'ont pas besoin de transport (travail au domicile).

### Activités hors agriculture
12 établissements sont implantés à Saint-Clair au 31 décembre 2019.
Le secteur du commerce de gros et de détail, des transports, de l'hébergement et de la restauration est prépondérant sur la commune puisqu'il représente 33,3 % du nombre total d'établissements de la commune (4 sur les 12 entreprises implantées à Saint-Clair), contre 29,9 % au niveau départemental.

### Agriculture
|               | 1988 | 2000 | 2010 | 2020 |
| ------------- | ---- | ---- | ---- | ---- |
| Exploitations | 23   | 13   | 8    | 5    |
| SAU (ha)      | 471  | 386  | 221  | 101  |

La commune est dans la « Bourianne », une petite région agricole occupant une partiede l'ouest du territoire du département du Lot. En 2020, l'orientation technico-économique de l'agriculture  sur la commune est l'élevage d'ovins ou de caprins. Cinq exploitations agricoles ayant leur siège dans la commune sont dénombrées lors du recensement agricole de 2020 (23 en 1988). La superficie agricole utilisée est de 101 ha,,.

## Culture locale et patrimoine

### Lieux et monuments
- Au confluent de deux vallées, au centre de la place circulaire du cimetière, sur un piédestal de grès, les bras chargés par une bible, tourné vers le village, se dresse une statue de saint Clair à la robe rénovée par l'artiste Lakita (de son vrai nom Blandin). Sa mitre immaculée et dorée, inclinée vers sa crosse d’évêque, penché vers ses anciens pécheurs situés à sa gauche, il semble veiller au salut de ses ouailles.

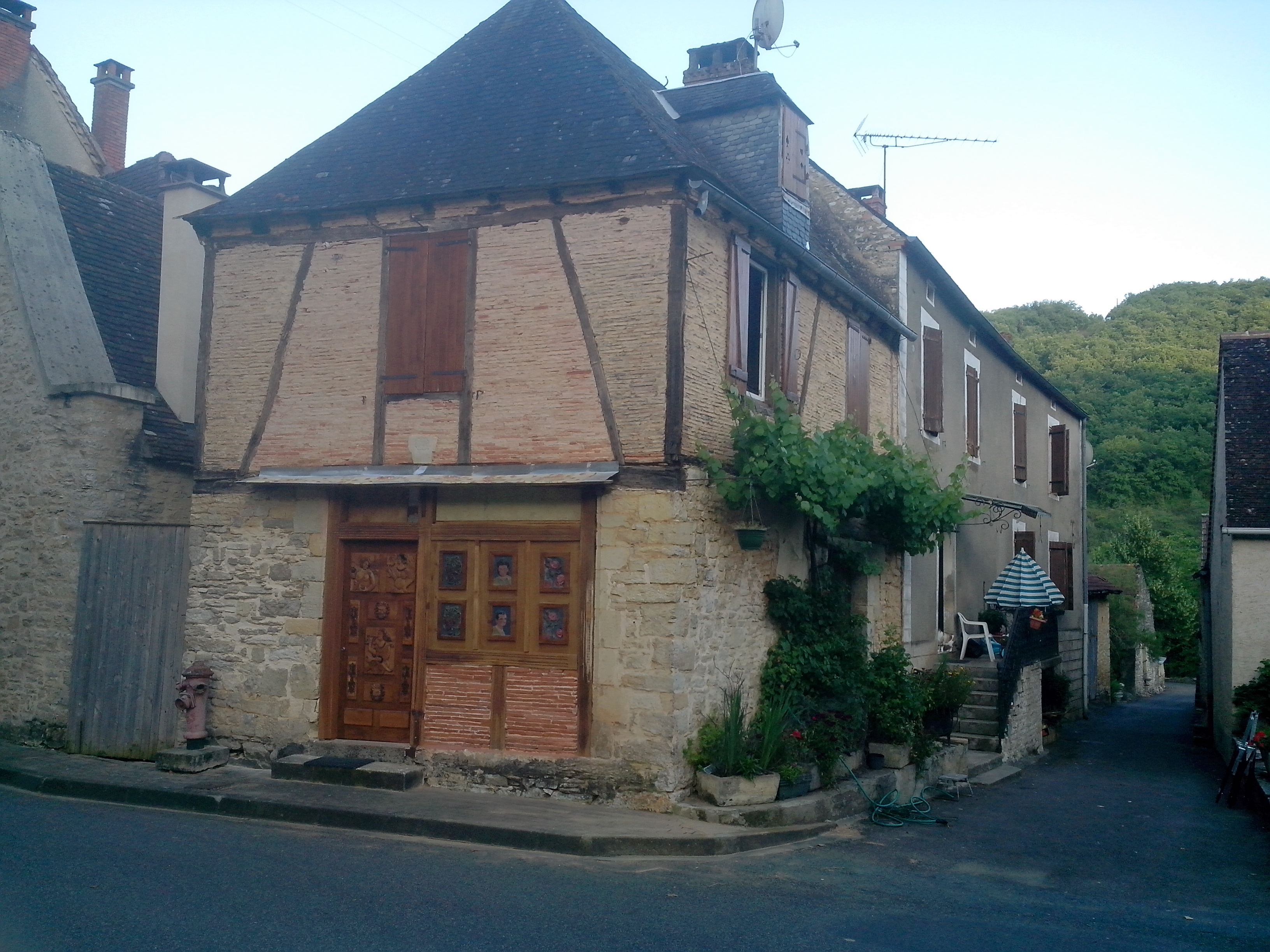
Maison à colombage bois.

Le monument aux morts de la commune de Saint-Clair est l'œuvre du sculpteur lotois Hilarion Marrouch, la pyramide tronquée achetée par la commune lors de l'érection du monument a été complétée par un buste d'un défenseur de la patrie.

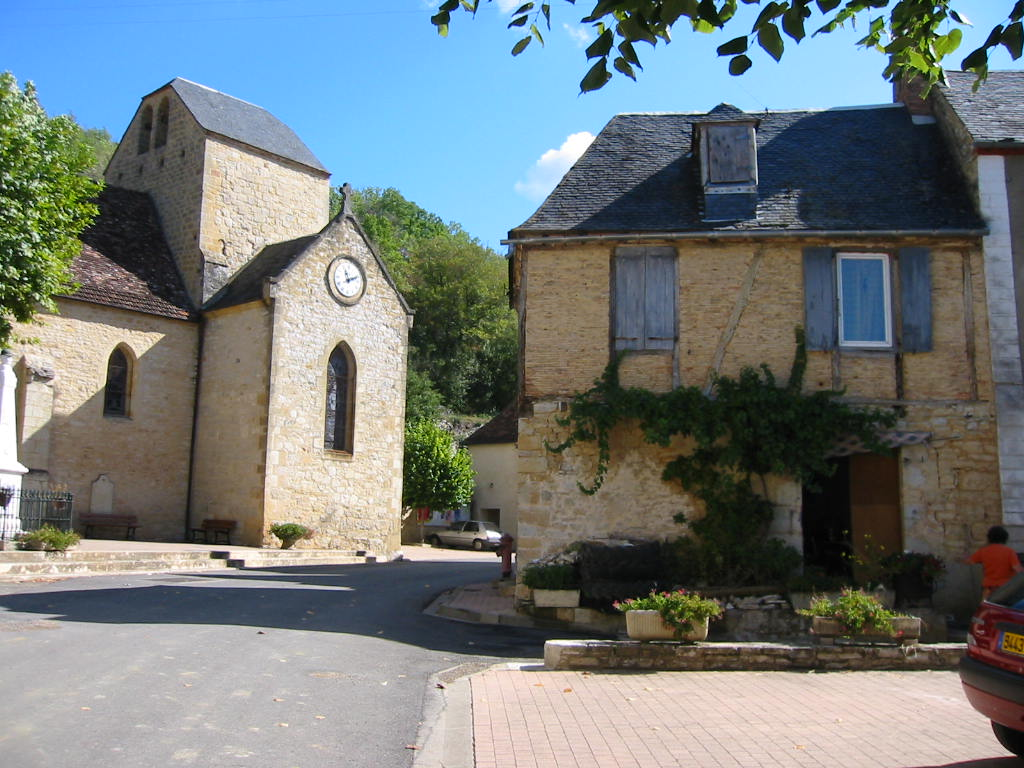
Église et maison à colombages.

Après la grande peste du Moyen Âge, le village a été repeuplé par des familles originaire du Massif central, des noms cités sur les archives de De Laumière mentionnent une dizaine de noms dont deux qui subsistent toujours: Laurié, Rougié, d'autres sont encore présent à la ville voisine de Gourdon.
- Église Saint-Clair en partie d'époque romane qui a été remaniée en forme de croix au XIXe siècle.

Une pierre tombale au nom de la famille de Vallon (Famille liée à la famille Camy, de Vallon, Lartigault du Vigan lot) est présente dans la chapelle nord de l'église. La couverture de la partie ancienne est en lauzes. La voûte de la partie moderne s'est effondrée juste après la sortie des fidèles un dimanche. Les fonts baptismaux en marbre rouge sont pourvus d'une vasque en cuivre ornée d'un crapaud. Le bénitier décoré d'une vasque en cuivre ornée d'une salamandre est de style François 1er.
- Des vestiges d'époque Renaissance subsistent dans plusieurs maisons dans la partie ancienne du village. Le village comportait quatre fours à pain dont deux contigus, deux existent encore. Les vestiges Renaissance recensés comportent des fenêtres murées, des linteaux retournés, des cheminées en pierres d'un seul linteau de plusieurs tonnes. Le XVIIIe siècle est riche en cheminées en noyer style Louis XV, des maisons ont été démolies pour enlever les cheminées dans une époque récente. Le village de Saint-Clair était couvert d'ardoise, preuve de la richesse de ses habitants (plantations de noyers au XVIIIe siècle).
- Il subsiste deux maisons voisines à colombages bois dont en particulier l'ancien café construit selon le nombre d'or. Celui-ci possède un escalier à vis et une cheminée en noyer ornée des symboles des joueurs de cartes. Une cheminée style Louis XVI au décor en médaillons existe encore dans une autre maison.

Des documents récemment découverts dans une cheminée monumentale Renaissance située derrière une cheminée style Louis XV attestent la présence de la famille De Laumière en 1753 dans la maison à l'entrée du bourg propriété de la famille « O’Donovan».
- Saint-Clair comporte plusieurs sources dans le village même qui sombrent dans l’oubli, l'adduction d'eau étant passée par là. Certaines jaillissaient sous forme de jets d'eau de plusieurs mètres lors des périodes de très fortes pluies.
- Un moulin à eau est situé sur la rivière à proximité immédiate de l'ancien bourg.
- On peut penser que des fortifications ont existé autour de ce village comme l'attestent les imposantes épaisseurs des murs de certaines maisons, tours de guet, maisons situées au périmètre du bourg. Dans l'église on remarque la pierre tombale de la famille de Vallon (XIIIe siècle), des documents ont été récemment découverts au nom de la famille de Laumière (1752).
- Le Hammeau de La Rivière comporte une maison bourgeoise style Louis XIII,un pigeonnier de taille respectable. Il est mentionné dans les archives de la ville de Gourdon à une époque bien plus ancienne le nom du Capitaine La Rivière du Village de Saint-Clair.

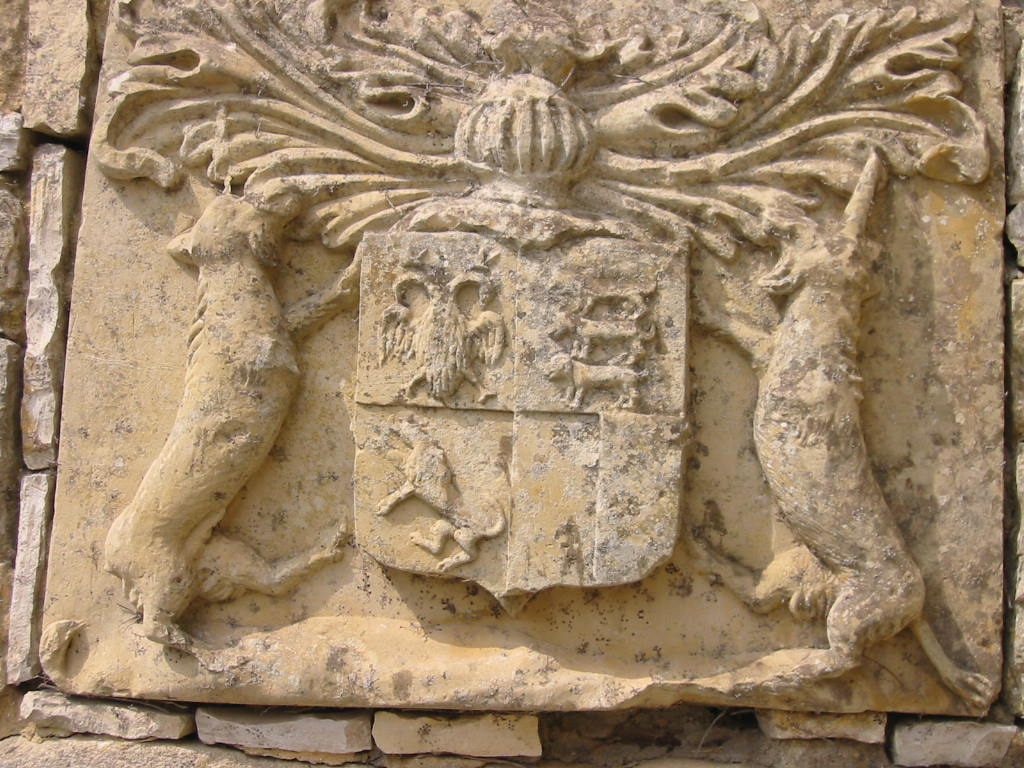
Armoiries de Pechrigal.

- Armoiries de Pechrigal. Le château de Pechrigal propriété de la famille Séguy sous la royauté est passé à la famille Périe et récemment aux familles Dreyfus, puis au chanteur Léo Ferré qui le surnommait Perdrigal.

Ce château, au bord de la ruine a été racheté et restauré par un Américain, John Manchec. C'est actuellement un « relais-château ». Depuis Gourdon l'on peut voir cet édifice dégagé de la forêt. Les tours du Burlat de Lapeyre et les vestiges de Château Trompette, l'entourent.
- Le village est entouré des collines de Mont Jouves (Mont Jupiter) et du Pech d'Eymarre (Famille ayant une implantation très ancienne dans la commune du Vigan). Il y a à flanc de colline sept sources-lavoirs qui alimentaient les hameaux environnants : Pechalard (La Cigale), La Falconie (Maison du fauconnier), La Rivière, Le Roc.

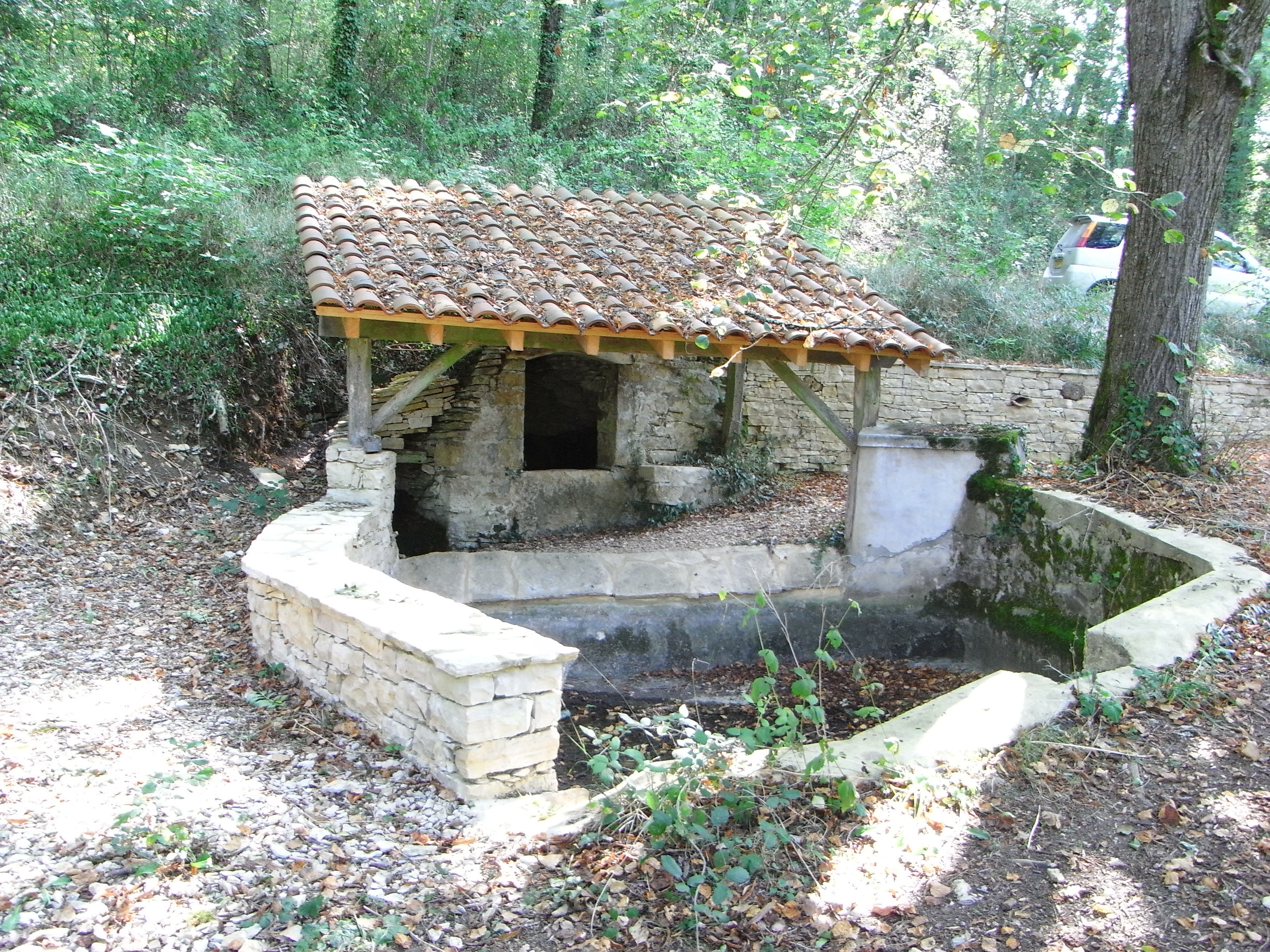
Lavoir aux Scalétous.

Le puits de la Misère est situé lui aussi à flanc de colline (Terre-Rouge) ; il était en cas de sécheresse intense le dernier point d'eau du village. A proximité immédiate d'un élevage de poules la source qui alimente la commune comporte, de plus, une fontaine publique dont la pompe a cessé de fonctionner.
- Un travail à ferrer les bœufs existe encore, à proximité.
- Un édifice aux colonnes imposantes en pierre blanche est la reproduction moderne de la halle de la ville de Martel.
- Une mairie moderne est logée dans une ancienne grange restaurée.
- L'ancien groupe scolaire « garçons-filles » est composé de deux bâtiments symétriques.
- Des grottes et des vestiges préhistoriques existent sur la commune, Peire lévade…
- Quatre dolmens et des menhirs, entre vingt et cinquante, recensés, perdus puis retrouvés[31].

### Personnalités liées à la commune
- Le chanteur Léo Ferré a vécu au château de Pechrigal.
- Jean Lartigaut, par sa mère née Camy de Vallon au château du Vigan (Lot).